# 鎌田光也
鎌田 光也（かまた みつや、1952年3月3日 - ）は、熊本県出身の元騎手・元調教助手。

## 経歴

### 1970年代
1972年3月に栗東・松田由太郎厩舎からデビューし、同4日の阪神第3競走4歳200万下・グレートメールで初騎乗初勝利を達成。1970年3月1日の宮田仁・鎌田祐一（東京）、吉永良人（京都）以来2年ぶりの達成で、当日の中山では石塚信広・加藤晴己が達成した。
1年目の1972年は2勝に終わったが、2年目の1973年には10月20日の京都第9競走4歳以上オープンではロングワンでホウシュウエイトにアタマ差勝利するなど初の2桁となる10勝をマーク。
3年目の1974年には7月6日の中京で初の1日3勝を挙げ、11月9日の京都第12競走4歳以上オープンではロングワンでタニノチカラの2着に入り、2年連続2桁勝利の10勝をマーク。
1976年にはマサフミオーでアラブ大賞典（春）2着に入り、2年ぶりの2桁となる11勝をマーク。
1977年には3月26日・27日の小倉で初の2日連続勝利を挙げ、12月24日の阪神第4競走4歳以上300万下では14頭中11番人気のニッソウビートで13番人気のスコールダンサーを1/2差抑えて勝利し、枠連53430円の大波乱を演出するなど、2年連続2桁で自己最多の12勝をマーク。
1979年にはニッソウプロスで阪神障害ステークス（春）を制し自身唯一の重賞勝利を挙げ、京都大障害（春）では2着に入った。

### 1980年代
1981年には9月5日の阪神で初の1日2勝を挙げ、11月8日の京都第6競走もみじ賞ではロングドーターでヤマノシラギクの3着に入った。
1982年には9月11日の阪神第4競走3歳新馬でロングリーダーをニホンピロウイナーの3着に導き、11月7日の福島では1日3勝を挙げるなど、5年ぶりで最後の2桁勝利となる10勝をマーク。
1983年には春の小倉でヤマノシラギクに2戦騎乗し、11月26日の中京第4競走3歳新馬ではハンテンジャガーでトウカイローマンに8馬身差付けて勝利。
1984年にはフリーとなり、ロングキティーでグレード制導入後最初のGIとなった桜花賞に騎乗し、22頭中16番人気ながらダイアナソロンの3着と健闘。6月17日の中京第4競走4歳未勝利では15頭中15番人気のロングレイクで勝利し、単勝・枠連万馬券の波乱を演出。
1985年からは松田博資厩舎に所属し、同年12月14日の阪神第1競走3歳未勝利・ブイナインが最後の勝利となり、1986年2月23日の阪神第12競走4歳以上900万下・ロングリュウ（14頭中5着）を最後に現役を引退。

### 引退後
引退後は松田博資厩舎の調教助手となり、その後は田島良保厩舎、新川恵厩舎、浜田多実雄厩舎に所属し、2013年6月まで務めた。
2016年3月からは競馬予想会社「パーフェクトホースマンズ」に所属した。

## 騎手成績
| 通算成績 | 1着 | 2着 | 3着 | 4着以下 | 出走回数 | 勝率 | 連対率 |
| -------- | --- | --- | --- | ------- | -------- | ---- | ------ |
| 平地     | 90  | 85  | 85  | 702     | 962      | .094 | .182   |
| 障害     | 12  | 14  | 13  | 84      | 123      | .098 | .211   |
| 計       | 102 | 98  | 98  | 786     | 1085     | .094 | .185   |

主な騎乗馬
- ニッソウプロス（1979年阪神障害ステークス (春)）